# Saarlandtaube
Die Saarlandtaube (ehemals Saarlandlerche) ist eine Zuchtform der Haustaube, die wiederum die domestizierte Form der Felsentaube ist.

## Herkunft
In den 1930er-Jahren züchtete Mathias Holler hauptsächlich aus wirtschaftlichen Gründen die Taubenrasse Coburger Lerche. Da Jäger seine freifliegenden Tiere oft mit Wildtauben verwechselten, begann er mit der Zucht einer farblich unterscheidbaren Taubenrasse. Aus Brieftauben und den Rassen Bagdette, Coburger Lerche und Römer züchtete er eine neue Rasse, die vor allem wirtschaftlich genutzt wurde. 1960 wurde die Saarlandtaube erstmals auf einer Saarbrücker Ausstellung als Saarlandlerche gezeigt.

## Aussehen
Die Saarlandtaube ist eine kräftige Formentaube mit einer Flügelspannweite von 85 bis 90 cm und einem Gewicht zwischen 750 und 950 g.

## Farbschläge
Die Farbschläge Rotfahl, Gelbfahl, Blaufahl und Blaufahl mit schwarzen Binden sind anerkannt.

## Nachweise
1. ↑  Züchter von Saarlandtauben. Abgerufen am 18. April 2017.
2. ↑  Verband Deutscher Rassetaubenzüchter (VDT): Saarlandtauben, abgerufen am 18. April 2017.
3. ↑  Rassentaubendatenbank. Abgerufen am 18. April 2017.